# (36282) 2000 CT98
2000 CT98 (asteroide 36282) é um asteroide da cintura principal. Possui uma excentricidade de 0.25967070 e uma inclinação de 6.90353º.
Este asteroide foi descoberto no dia 8 de fevereiro de 2000 por Spacewatch em Kitt Peak.